# Österreichischer Polizeisportverband
Der Österreichische Polizeisportverband (ÖPOLSV) ist die Dachorganisation des Polizeisports in Österreich. Der Präsident des Verbandes ist Brigadier Willibald Liberia. Der Sitz ist in Wiener Neustadt.

## Organisation
Als am 1. Juli 2005 in Österreich die beiden Wachkörper der Polizei und Bundesgendarmerie zusammengeführt wurden, fusionierte der „Österreichische Polizeisportverband“ mit dem „Österreichischen Gendarmeriesportverband“ und es wurde 2006 der unabhängige und überparteiliche Österreichische Polizeisportverband (ÖPOLSV) gegründet.

Der ÖPOLSV ist auch Mitglied des Europäischen Polizeisportverbandes der „Union Sportive des Polices d’Europe“ (USPE) sowie des Polizei-Weltsportverbandes, der „Union Sportive Internationale des Polices“ (USIP).
Das Verbandsziel ist die Pflege und Förderung des Breiten-, Dienst-, Leistungs- und Spitzensports in der Polizei sowie in den 23 unabhängigen und selbständigen Polizeisportvereinen mit etwa 24.000 Sportlern:
- Burgenland: PSV Burgenland, PSV Eisenstadt
- Kärnten: PSV Kärnten, PSV Klagenfurt, PSV Villach
- Niederösterreich: PSV Niederösterreich, PSV St. Pölten, PSV Schwechat, SV SIAK Traiskirchen, PSV Wiener Neustadt, SV Cobra
- Oberösterreich: PSV Oberösterreich, PSV Linz, PSV Steyr, PSV Wels
- Salzburg: PSV Salzburg
- Steiermark: PSV Steiermark, PSV Graz, PSV Leoben
- Tirol: PSV Tirol
- Vorarlberg: PSV Vorarlberg
- Wien: PSV Wien, PSV Bundeskriminalamt

Unter der Patronanz des ÖPOLSV werden über das Jahr verteilt an wechselnden Standorten die Österreichischen Bundespolizeimeisterschaften (ÖBPM) ausgetragen.